# Уорд, Кеннет
Кеннет Уорд (англ. Kenneth D. Ward) — американский дипломат. С декабря 2015 года постоянный представитель США в ОЗХО. Имеет дипломатический статус посла (ambassador), однако именно послом США в Нидерландах является Пит Хукстра.

## Биография
Дата, год и место рождения в официальных биографиях не раскрываются. Окончил юридический факультет Джорджтаунского университета, член Адвокатской палаты округа Колумбия. Также получил степень магистра по международным отношениям в Оксфордском университете и бакалавра по международной политике при Джорджтаунском университете.
В 1995—2001 был заместителем главы делегации США на многосторонних переговорах по подготовке Конвенции о биологическом оружии. В 2004—2007 был заместителем главы операции по отказу Ливии от оружия массового поражения.
В 2010—2015 был директором Отдела по проблемам химического и биологического оружия (Office of Chemical and Biological Weapons Affairs, AVC/CBW) при Государственном департаменте США.
С декабря 2015 года является постоянным представителем США при ОЗХО.

## Семья
Семейный статус и иные личные сведения в официальных биографиях не указаны.